# LaSalle Plaza
Le 'LaSalle Plaza'  est un gratte-ciel de bureaux de 118 mètres de hauteur construit à Minneapolis en 1991. 
L'immeuble a coûté 143 millions de $.
Le bâtiment abrite des bureaux sur 28 étages desservis par 14 ascenseurs.
L'architecte est l'agence Ellerbe Becket, Inc.